# Викрутка (коктейль)
 Ця стаття присвячена коктейлю. Якщо ви цікавитеся інструментом з такою назвою, дивіться статтю Викрутка
Викрутка (англ. Screwdriver, рос. Отвёртка) — алкогольний коктейль, який містить горілку (1 частина) та апельсиновий сік (2 частини). Також в напій додається лід. Готовий коктейль прикрашається скибочкою апельсина. Класифікується як лонґ дрінк (англ. long drink). Належить до офіційних напоїв Міжнародної асоціації барменів (IBA), категорія «Незабутні» (англ. The Unforgettables).

## Історія
Перша письмова згадка коктейлю Screwdriver зустрічається в американському журналі «Тайм» у випуску від 24 жовтня 1949.

## Спосіб приготування
Склад коктейлю «Викрутка»:
- горілка — 50 мл (5 cl) або 1 частина,
- апельсиновий сік — 100 мл (10 cl) або 2 частини.

В напій додається лід. Готовий коктейль прикрашається скибочкою апельсина.

## Варіації
Існує варіація цього коктейлю з зворотною пропорцією інгредієнтів, яка носить назву «drivescrewer».
Варіант коктейлю з рівних частин горілки і «Блю Кюрасао» називається «Звукова викрутка» (англ. Sonic Screwdriver) на честь викрутки з популярного телесеріалу «Доктор Хто» .
Буравчик (англ. Gimlet) — різновид «викрутки» (втім, деякі вважають його абсолютно самостійним рецептом), що містить джин і лаймовий сік в таких же пропорціях, як «викрутка». Подається з льодом.